# Wukongopterus
Wukongopterus foi uma espécie de pterossauro que viveu há mais de 140 milhões de anos no local onde hoje é a Província de Liaoning, no nordeste da China, uma das regiões mais ricas do mundo em fósseis da era dos dinossauros.